# Adrian Tan
Adrian Tan (n. 4 februarie 1966 – d. 8 iulie 2023) a fost un avocat și scriitor singaporez.